# Sofie Stougaard
Sofie Stougaard (født 5. november 1966 i Svaneke) er en dansk skuespiller, der har medvirket i en række film og tv-serier.
Stougaard blev født i Svaneke, men opvoksede i Klemensker også på Bornholm som datter af to keramikere. Hun blev uddannet på Statens Teaterskole fra 1988 til 1991 og blev ansat på Rønne Theater. Herefter arbejdede hun for Det Danske Teater i to år, hvor hun var på turne.
Hun var med til at skabe revygruppen Emmas Dilemma med Trine Appel, Anne-Grethe Bjarup Riis, Louise Mieritz og senere  Helle Dolleris og Mette Horn. Hun medvirkede i forestillinger og skrev materiale fra 1995 til 2000. Hun har desuden medvirket i opsætninger på bl.a. Bådteatret og Det Kongelige Teater. Hun fik sit folkelige gennembrud i rollen som Karina i DRs serie Nikolaj og Julie fra 2002. Hun har også medvirket i reklamefilm for hvidevarekæden punkt1.
Hun er gift med Torbjørn Rafn.

## Filmografi

### Film
- Mifunes sidste sang (1999)
- Bornholms stemme (1999)
- Hannah Wolfe, (2004)
- Far til fire - i stor stil, (2006)
- Lotto, (2006)
- Det grå guld, (2013)

### Tv
- Den hemmelige tunnel, DR1, (1997)
- Langt fra Las Vegas, TV 2 Zulu (2001-2003)
- Nikolaj og Julie, DR1 (2002)
- Klovn (2005-2009)
- Vild med dans, TV 2 (2005)
- Broen, (2011)
- Op med Halen , TV 2 (2014)